# Willibald Folz
Willibald Johannes „Willi“ Folz (* 3. Mai 1936 in Schweinfurt; † 21. April 2017 in Samedan) war ein deutscher Wirtschaftswissenschaftler und Finanzbeamter.

## Leben
Folz studierte Rechtswissenschaften und Volkswirtschaft und wurde 1970 im Fachgebiet Betriebswirtschaftslehre der Universität Erlangen-Nürnberg mit der Dissertation Das geldtheoretische und geldpolitische Werk Walter Euckens promoviert. Folz war Referent im Bayerischen Finanzministerium sowie an der Bayerischen Staatskanzlei tätig.
Er hatte leitende Funktionen in verschiedenen Banken inne, darunter die BayernLB. Er war Vorstandsmitglied der Deutsch-Skandinavischen Bank AG und ab 1985 Sprecher des Vorstands der Münchener Hypothekenbank eG. Folz war von 1990 bis 1999 Präsident und Vorstandsvorsitzender des Genossenschaftsverbandes Bayern. Er war 1993 bis 2000 Aufsichtsratsvorsitzender der BayWa AG und von 1998 bis 2010 Vorsitzender des Aufsichtsrats der Münchener Hypothekenbank eG. Außerdem war er Mitglied im Aufsichtsrat der adesso SE und Mitglied der 1976 gegründeten Europäischen Akademie Bayern.
Am 30. Juli 1997 wurde er zum Honorarprofessor für Bankrecht und Genossenschaftsbanken an der Wirtschaftswissenschaftlichen Fakultät am Lehrstuhl von Mählmann an der Katholischen Universität Eichstätt-Ingolstadt ernannt. Ferner war er Vorsitzender des Hochschulrats der Universität Bamberg und des Kuratoriums der Münchner Hochschule für Philosophie.
Folz lebte in München und war verheiratet.

## Auszeichnungen und Ehrungen
- Raiffeisen-Schulze-Delitzsch-Medaille des Deutschen Genossenschafts- und Raiffeisenverband
- Verdienstkreuz 1. Klasse des Verdienstordens der Bundesrepublik Deutschland
- Bayerischer Verdienstorden
- Aufnahme in die Päpstliche Stiftung Centesimus Annus Pro Pontifice (CAPP)